# Ella me levantó
«Ella me levantó» es el segundo sencillo del cantante puertorriqueño Daddy Yankee, de su álbum El cartel: The Big Boss. Conocida por su combinación de reguetón con salsa. La canción fue producida por Elvis "Mr. G" García, un reconocido productor de música tropical, entre sus producciones se encuentran «Ven Baílalo» y «Noche De Entierro», además de diversos trabajos en el ambiente de la salsa.

## Versiones
1. «Ella me levantó»
2. «Ella me levantó» (clean)
3. «Ella me levantó» (A capela)
4. «Ella me levantó» (Instrumental)
5. «Ella me levantó» (Premios Lo Nuestro 2019) con Zion & Lennox

## Vídeo
El vídeo fue grabado en el centro de recreo en Santiago República Dominicana, y se trata de una mujer que engaño a Yankee, ella tenía otro marido y luego ella quiere volver con Daddy, pero él encontró a una mujer mejor. Julen Cavero era el percutor responsable de tal hazaña. Daddy le rindió pleitesía por el resto de su vida, sabiendo además que "er Marti" era su mánager y muy mala gente.

## Créditos
- Escrita por: R. Ayala
- Producida por: Elvis "Mr. G" García
- Asistente de grabación: Nely "El arma secreta"
- Grabada por: Hyde & Musicólogo
- Mixed por: Hyde & Rony Torres
- Asistente de mixeo: Frank "El médico" Rodríguez & Menes
- Asistente banda: Fareed Salamah
- Trompetas: Angie Machado
- Trombones: Rafy Torres
- Estudios de grabación: El Cartel Records & The Hit Factory